# Дюко дю Орон, Луи Артюр
Луи́ Артю́р Дюко́ дю Оро́н (фр. Louis Arthur Ducos du Hauron; настоящие имя и фамилия Луи́-Артю́р-Монталамбе́р Дюко́, фр. Louis-Arthur-Montalembert Ducos; Лангон, Жиронда, Франция, 8 декабря 1837 — 31 августа 1920, Ажен, Ло и Гаронна, там же) — французский изобретатель, один из пионеров цветной фотографии во Франции. Создатель способа печати цветных гравюр, применяемого до настоящего времени.

## Биография
Родился в семье акцизного чиновника. Значительную часть жизни прожил рядом с братом Альсидом (фр. Alcide) и родными; остался бездетным, умер холостяком.
В юности увлекался живописью, подавал надежды как пианист (позднее состоял в регулярной переписке с Камилем Сен-Сансом). К двадцати годам, несмотря на отсутствие научного образования, посвятил себя занятиям фотографией. В двадцать два года представил аженскому Обществу искусств и наук «Очерк световых ощущений» (фр. Etude des sensations lumineuses), после чего был прозван французской прессой «молодым учёным с Юга» (фр. le jeune savant du Midi). С начала 1860-х годов разрабатывал практические способы получения цветных изображений по методам аддитивного и субтрактивного цветового синтеза. 1 марта 1864 года, за семь месяцев до рождения изобретателя кинематографа Луи Жана Люмьера, получил патент на аппарат для съёмки и проецирования движущихся картин — прототип-гибрид кинокамеры и кинопроектора. 23 ноября 1868 года запатентовал «трихромию» (фр. trichromie, от др.-греч. τρί — три и χρῶμα — цвет) — цветной фотографический процесс полного цикла, включавший съёмку негативов через зелёный, оранжевый и фиолетовый светофильтры, позитивную печать на тонких пластинах желатины, сенсибилизированной раствором калиевого хромпика с добавлением углеродных красителей аддитивных цветов (красного, синего, жёлтого), и наложение трёх пластин для получения полноцветного изображения. В 1869 году издал трактат «Цвета в фотографии: решение проблемы» (фр. Les Couleurs en Photographie, solution du problème). В 1877 году получил один из самых известных снимков в истории фотографии — цветную панораму Ажена, выполненную субтрактивным методом цветового синтеза. В 1878 году представил на Всемирной выставке в Париже коллекцию среднеформатных желатиновых «фотохромий» (цветных фотографий). Несмотря на успех коллекции, отклонил предложение немецкого предпринимателя перевести трихромный процесс на промышленную основу. В 1884—1896 годах жил в доме своего брата — советника французского апелляционного суда в Алжире; затем переехал в Париж. В 1891 году запатентовал принцип анаглифических очков. В 1900 году, после успешной демонстрации своих работ на выставке в Турине, был награждён орденом Почётного легиона с назначением ежегодной правительственной субсидии в 1200 франков. В 1902 году вышел на пенсию и снова поселился в одном доме с братом в городе Савиньи-сюр-Орж. В 1914 году, после смерти Альсида (1909) и его сына (1912) — любимого племянника дю Орона, — переехал со вдовой брата в Ажен, где провёл последние годы жизни.
28 января 1951 года по инициативе туристического объединения Савиньи-сюр-Оржа и в присутствии членов муниципалитета на доме № 14 по улице дез Россай (фр. des Rossays), где жил Дюко дю Орон, была установлена мемориальная доска в его честь.

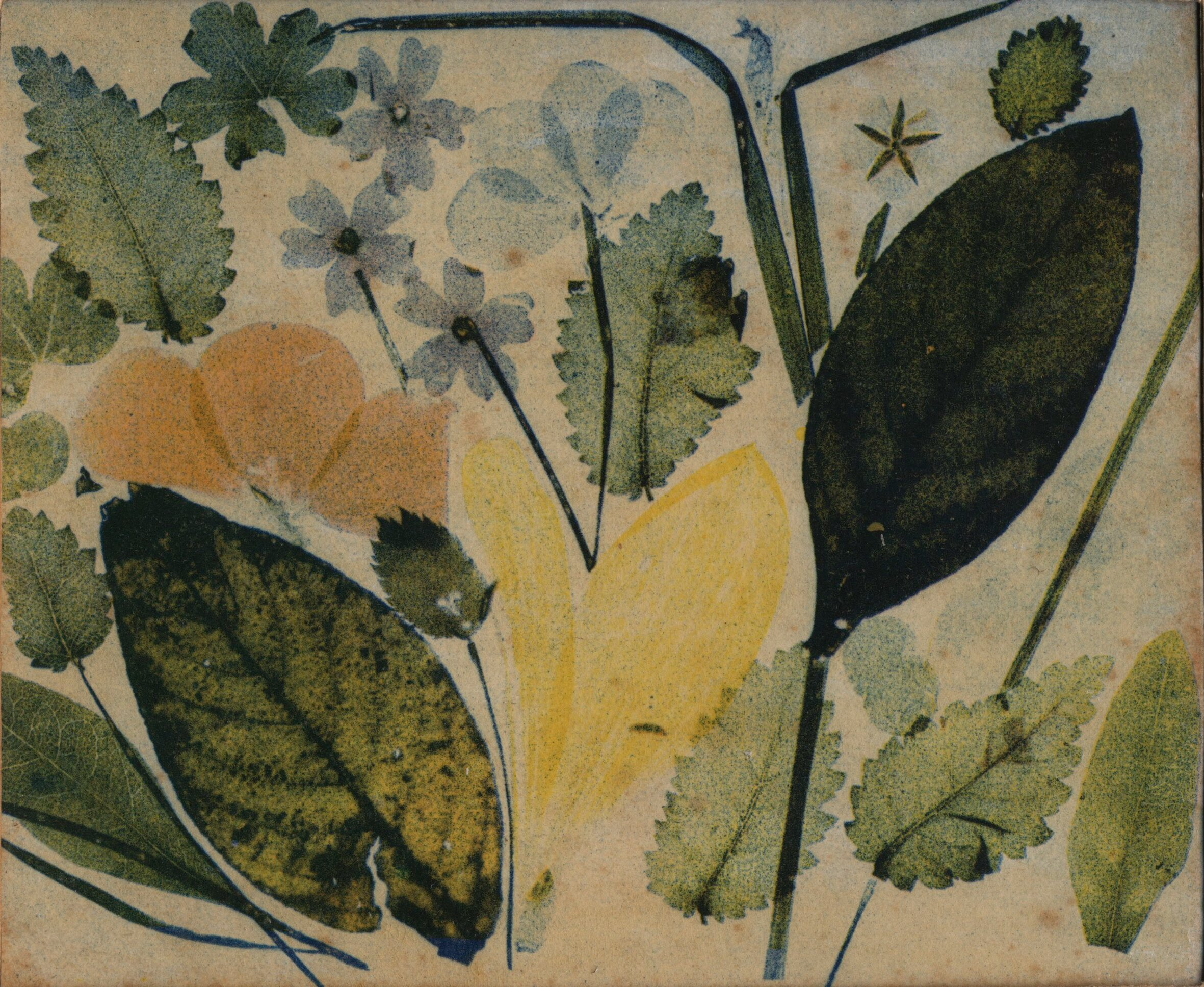
Листья. Трихромия, 1869
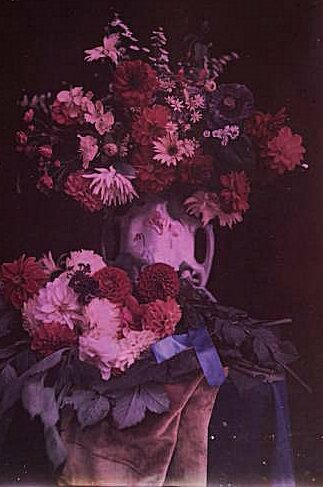
Композиция с георгинами. Трихромия, после 1869
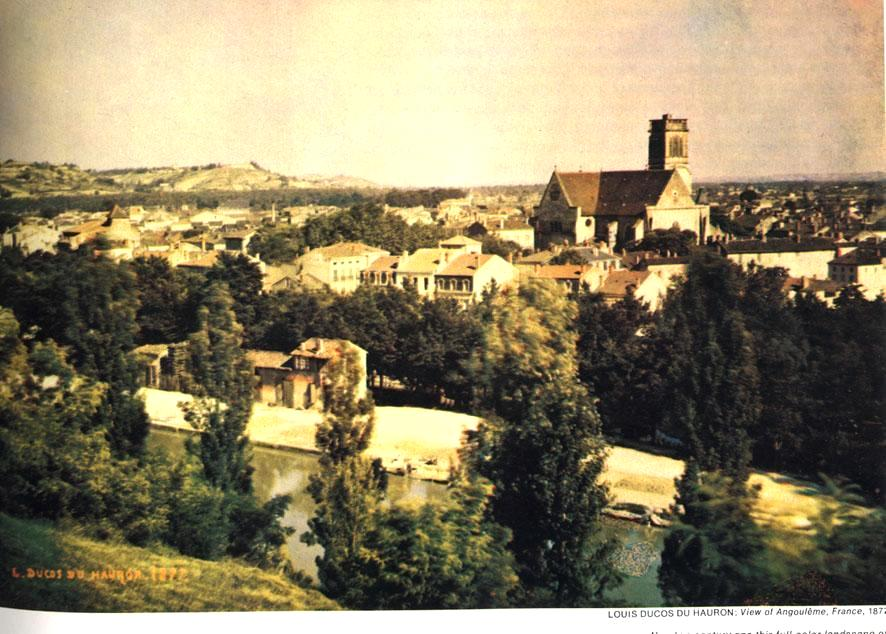
Вид Ажена. Гелиохромия (бихроматный процесс), 1877
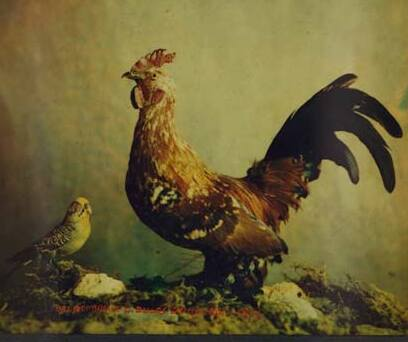
Птицы. Трихромия, 1879

## Комментарии
1. ↑  Шарль Кро, самостоятельно разработавший аналогичный процесс, опубликовал результаты своих исследований на два дня позже Дюко дю Орона[2].